# Rebelia nigricostella
Rebelia nigricostella är en fjärilsart som beskrevs av Igor Kozhanchikov 1960. Rebelia nigricostella ingår i släktet Rebelia och familjen säckspinnare. Inga underarter finns listade.